# Ettore Picutti
Ettore Picutti (Piacenza, 15 gennaio 1920 – San Donato Milanese, 25 aprile 2003) è stato un ingegnere, partigiano, ricercatore e storico della matematica italiano.

## Biografia
Piacentino di nascita, ha vissuto a San Donato Milanese dal 1961 al 2003, anno della sua morte. Si laurea in ingegneria elettrotecnica presso il Politecnico di Milano, ma con l’entrata in guerra dell’Italia nel secondo conflitto mondiale è costretto a interrompere i suoi studi, che concluderà dopo la fine della guerra.

### Ruolo nella resistenza Italiana
Chiamato sotto le armi, viene mandato dapprima a Palermo e poi a Pavia, dove frequenta il corso ufficiali. Alla fine del corso sceglie di essere inviato a Bolzano, per l’arruolamento nel Genio Alpini.  Il giorno successivo all'annuncio dell’armistizio dell'8 settembre 1943, viene catturato dai tedeschi e da lì deportato nei campi di concentramento nazisti (stalag e oflag) di Częstochowa, Cholm, Deblin Irena e Przemysl in Polonia e di Sandbostel e Moosburg in Germania.
Dopo otto mesi di prigionia, viene liberato e decide di combattere con le brigate partigiane cattoliche in Val Trebbia (VII e III brigata), fino alla fine della guerra raggiungendo il grado di comandante di compagnia (e vice comandante di brigata) della III brigata Paolo (intitolata ad Alberto Araldi "Paolo")  alle dipendenze della Divisione partigiana "Giustizia e Libertà", poi divenuta "Divisione Piacenza" guidata da Fausto Cossu, che faceva parte del Corpo Volontari della Libertà.
Conclude la propria esperienza di partigiano il 28 aprile 1945 con la liberazione di Piacenza. A fronte della sua partecipazione alla guerra di liberazione, gli verrà riconosciuto il Certificato al Patriota (“brevetto Alexander”) e la "Croce al merito di guerra" dell'esercito italiano.

### Formazione e attività lavorativa
Dopo la laurea in ingegneria elettrotecnica, trova impiego presso la società Montecatini e consegue una ulteriore specializzazione in ingegneria chimica (nel 1954 presso il Politecnico di Milano, con Giulio Natta docente in chimica industriale). Nel 1958, voluto da Enrico Mattei, entra nella nascente Snamprogetti, società di ingegneria del gruppo Eni, entro cui proseguirà interamente la sua carriera.
Alla fine degli anni '50 e primi anni '60, svolge un ruolo di collegamento tra Snamprogetti, la società di progettazione impiantistica, e la società di costruzione e gestione dei nuovi impianti petrolchimici di Eni (Anic), per la quale coordina la realizzazione dei nuovi impianti petrolchimici realizzati in quegli anni (nella squadra di Ugo Mampreso con Gabriele Cagliari): dall’impianto gomme (SBR e CIS-4) di Ravenna al Petrolchimico di Gela.
In Snam, nella seconda metà degli anni '60 coordina la progettazione, organizzazione e la realizzazione del Rigassificatore di Panigaglia (SP),  di cui poi assunse la direzione, per la ricezione del gas naturale liquefatto dalla Libia (prima importazione in Italia di gas naturale).
È autore di due pubblicazioni internazionali per i “congressi mondiali del gas” di Budapest nel 1967 e LNG di Parigi nel 1970.
Con la Snam, inoltre, collabora agli inizi degli anni 80 nella scrittura di una serie di testi relativi alla tecnologia del gas naturale (studio e progettazione gasdotti, costruzione ed avviamento gasdotti e esercizio e manutenzione gasdotti) relativi a un corso di addestramento e perfezionamento per il proprio personale tecnico.

### Storico della matematica
In parallelo, coltiva una passione per la storia della matematica (era stato professore di matematica presso il liceo scientifico Respighi di Piacenza mentre studiava in Università nel primo periodo del dopoguerra), credendo nell’importanza della divulgazione. Nel 1977 pubblica il libro Sul Numero e la sua storia, edito da Feltrinelli, che ottiene un grande successo. Prosegue negli studi di storia della scienza, divenendo un esperto di matematica medioevale.
In questi anni inizia anche la sua collaborazione con la rivista Le Scienze, edizione italiana di Scientific American, per la quale cura la pubblicazione del Quaderno delle Scienze n. 18 “Uomini e Numeri” e per la quale scriverà numerosi articoli, e la collaborazione con il giornale Il Giorno nell'ambito della rivista Scienza e Società, per la quale, in particolare, scrive articoli su Pitagora.
La pubblicazione di questi testi e di altri studi (ad esempio traduzioni e commenti di codici e trattati medievali in particolare come uno dei maggiori storici di Leonardo Pisano detto il Fibonacci) lo introducono in un ambiente internazionale, e fino agli ultimi anni coltiva rapporti di collaborazione coi maggiori studiosi del campo e con i principali atenei europei e mondiali. Parecchi suoi studi vengono inoltre tradotti e pubblicati all’estero.

Ettore Picutti - Cicli conferenze Scienza & Matematica presso la sala conferenze ENI del I Palazzo Uffici di San Donato Milanese

A San Donato Milanese, dove abitava, si dedica anche ad attività culturali che includono cicli di conferenze sulla storia della scienza presso la locale sede Eni e nelle locali scuole medie e superiori.
Muore a San Donato Milanese il 25 aprile 2003. È sepolto nel cimitero di Monticello.

## Opere
- Ettore Picutti, Sul numero e la sua storia, Feltrinelli, 1977, SBN SBL0586838.
- Leonardo Fibonacci, Il libro dei quadrati di Leonardo Pisano e i problemi di analisi indeterminata nel Codice Palatino 557 della Biblioteca Nazionale di Firenze / Leonardo Fibonacci; introduzione e commenti di Ettore Picutti, collana Physis, Firenze, Olschki, 1979, SBN UFI0217099.
- Ettore Picutti, Uomini e numeri, Le Scienze (Quaderni), 1984, SBN RAV0029822.
- Leonardo Pisano, Il Flos di Leonardo Pisano, dal Codice E.75 P. sup. della Biblioteca Ambrosiana di Milano / traduzione e commenti Ettore Picutti, Firenze, Leo Olschki, 1983, SBN USM1470543.
- (FR, EN) Ettore Picutti, Pour l'historie des sept premiers nombres parfaits, Historia Mathematica, 1989, DOI:10.1016/0315-0860(89)90034-7.
- Ettore Picutti, Les MATHEMATICIENS, a cura di Pierre Thuiller, Paris, Pour La Science, 1996, ISBN 2902918992, SBN RMS1611899.
- (SV) Ettore Picutti, Stora Matematiker (Fran Fibonacci till Wiles), a cura di Monica Och Gosta Wahde, Studentilitteratur, 2000, ISBN 9789144010342.